# 73e cérémonie des Rubans d'argent
La 73e cérémonie des Rubans d'argent, organisée par le Syndicat national des journalistes cinématographiques italiens, s'est déroulée au théâtre de Taormine à Taormine le 30 juin 2018 et a récompensé les films italiens sortis en 2017 et 2018.

## Palmarès
Palmarès 

### Meilleur film
- Dogman de Matteo Garrone
  - A Ciambra de Jonas Carpignano
  - Call Me by Your Name de Luca Guadagnino
  - Heureux comme Lazzaro d'Alice Rohrwacher
  - Silvio et les Autres (Loro) de Paolo Sorrentino

### Meilleur réalisateur
- Matteo Garrone pour Dogman
  - Paolo Franchi pour Dove non ho mai abitato
  - Luca Guadagnino pour Call Me by Your Name
  - Gabriele Muccino pour Une famille italienne (A casa tutti bene)
  - Susanna Nicchiarelli pour Nico, 1988
  - Ferzan Özpetek pour Napoli velata
  - Paolo Sorrentino pour Silvio et les Autres (Loro)

### Meilleur nouveau réalisateur
- Damiano et Fabio D'Innocenzo pour Frères de sang (La terra dell'abbastanza)
  - Valerio Attanasio pour Il tuttofare
  - Donato Carrisi pour La Fille dans le brouillard (La ragazza nella nebbia)
  - Annarita Zambrano pour Après la guerre (Dopo la guerra)
  - Dario Albertini pour Il figlio Manuel (Manuel)

### Meilleure comédie
- Come un gatto in tangenziale de Riccardo Milani
  - Ammore e malavita de Marco et Antonio Manetti
  - Benedetta follia de Carlo Verdone
  - Brutti e cattivi de Cosimo Gomez
  - Metti la nonna in freezer de Giancarlo Fontana et Giuseppe Stasi
  - Smetto quando voglio - Ad honorem de Sydney Sibilia

### Meilleur acteur
- Marcello Fonte et Edoardo Pesce pour leurs rôles dans Dogman
  - Giuseppe Battiston pour ses rôles dans Finché c'è prosecco c'è speranza et Après la guerre
  - Alessio Boni pour ses rôles dans La Fille dans le brouillard et Respiri
  - Valerio Mastandrea pour son rôle dans The Place
  - Toni Servillo pour son rôle dans Silvio et les Autres (Loro)

### Meilleure actrice au cinéma
- Elena Sofia Ricci pour son rôle dans Silvio et les Autres (Loro)
  - Valeria Golino et Alba Rohrwacher pour leurs rôles dans Ma fille (Figlia mia)
  - Lucia Mascino pour son rôle dans Amori che non sanno stare al mondo
  - Giovanna Mezzogiorno pour son rôle dans Napoli velata
  - Luisa Ranieri pour son rôle dans Veleno

### Meilleur acteur dans un second rôle
- Riccardo Scamarcio pour son rôle dans Silvio et les Autres (Loro)
  - Peppe Barra pour son rôle dans Napoli velata
  - Stefano Fresi pour ses rôles dans Nove lune e mezza e Smetto quando voglio et Ad honorem
  - Vinicio Marchioni pour ses rôles dans Il contagio et The Place
  - Thomas Trabacchi pour ses rôles dans Amori che non sanno stare al mondo et Nico, 1988

### Meilleure actrice dans un second rôle
- Kasia Smutniak pour son rôle dans Silvio et les Autres (Loro)
  - Adriana Asti pour son rôle dans Nome di donna
  - Nicoletta Braschi pour son rôle dans Heureux comme Lazzaro
  - Anna Foglietta pour ses rôles dans Il contagio et Il premio
  - Sabrina Ferilli pour son rôle dans The Place

### Meilleur acteur dans une comédie
- Antonio Albanese pour son rôle dans Come un gatto in tangenziale
  - Carlo Buccirosso et Giampaolo Morelli pour leurs rôles dans Ammore e malavita
  - Sergio Castellitto pour son rôle dans Il tuttofare
  - Edoardo Leo pour ses rôles dans Smetto quando voglio - Ad honorem et Io c'è
  - Marco Giallini pour son rôle dans Io sono Tempesta
  - Massimo Popolizio pour son rôle dans Sono tornato
  - Carlo Verdone pour son rôle dans Benedetta follia

### Meilleure actrice dans une comédie
- Paola Cortellesi pour son rôle dans Come un gatto in tangenziale
  - Sonia Bergamasco pour son rôle dans Come un gatto in tangenziale
  - Barbara Bouchet pour son rôle dans Metti la nonna in freezer
  - Claudia Gerini et Serena Rossi pour leurs rôles dans Ammore e malavita
  - Miriam Leone pour son rôle dans Metti la nonna in freezer
  - Ilenia Pastorelli pour son rôle dans Benedetta follia
  - Sara Serraiocco pour son rôle dans Brutti e cattivi

### Prix spécial
- Les acteurs et actrices du film Une famille italienne (A casa tutti bene).